# Борски рудник
Борски рудник се налази у северном делу источне Србије.

## Историја рудника

### Период од 1833—1903.
Новији историјат борског рудника почиње ослобођењем ових крајева од Турака и присаједињења Србији 1833. године. Кнез Милош Обреновић је сматрао да ће сиромашну и тек ослобођену земљу модернизовати улагањем у рударство. На његов позив у Србију долази управник Саксонских рудокопа барон Хердер који обилази терене у околини Бора и први уочава генетску повезаност борског и мајданпечког рудишта.
Уследиле су посете значајних рударских стручњака до краја 19. века. За откриће борског рудника пресудан моменат су истражни радови на златоносним теренима Дели Јована. Рудари ангажовани на тим теренима од 1897. године редовно врше проспекције и у Бор селу трагајући за златом.

### Истраживања рудника
Истраживања су трајала 5 година, до 1902. када је пронађена богата бакарна руда (ковелин). Финансијер истражних радова био је Ђорђе Вајферт, а по открићу бакарног рудишта он добија Повластицу 1903. године и тако постаје први власник рудног поља, на коме ће већ наредне године настати рудник бакра. С обзиром да је новооткривено рудиште било веома богато бакром и захтевало велика улагања, Вајферт повластицу продаје банци Мирабо из Париза 1904. године, када је и формирано Француско друштво борских рудника.
Експлоатација и прерада бакарне руде ће већ првих година изазвати еколошку штету у околини. Крајем 1930-тих, захваљујући високом димњаку била је поштеђена околина од 3-5 км од рудника, али је на 12 до 22 км од рудника била зона загађења, од потпуне пустоши до делимичног оштећења. Загађени муљ је стизао и до Рготине и Вражогрнца.

## Тилва Рош
Бор се по својим карактеристикама није разликовао од осталих села источне Србије, али је током 19. века, привлачио пажњу рударских стручњака, геолога, путописаца, авантуриста... Специфичност овог села био је Тилва Рош, брдо купастог облика, интензивно црвене боје, која је потицала од оксида гвожђа. Сам назив у преводу значи црвена стена. Тилва Рош се први пут у писаним изворима помиње у књизи Кнежевина Србија, 1876. године, Милана Ђ. Милићевић, где бележи да се на овом брду налазе остаци неке старе насеобине.
Археолог Милоје Васић је раскопине Тилва Роша довео у везу са праисторијским рударством. Сматрао је да су у праисторији злато и бакар из ових крајева мењани за робу коју су доносили грчки туристи. Владимир Кондић, археолог, дошао је до закључка да је се на Тилва Рошу, у античко доба налазило цивилно насеље, утврђење, с обзиром да је у старим рударским коповима нађен римски новац, антички жишци, рударски алат и фрагменти керамике.
У подножју Тилва Роша пронађено је античко гробље и римски саркофаг. По мишљењу Владимира Кондића, поред злата, потребе Римског царства за осталим металима, посебно бакром, су биле велике тако да је у античко доба овде експлоатисано злато и бакар. У Музеју рударства и металургије у Бору, у збирци негатива на стаклу, које су радили фотографи француског друштва борских рудника, бележећи на тај начин најзначајније појаве и догађаје у руднику, чува се снимак једног античког надгробног споменика.

## Лежиште бакра
Лежиште бакра у Бору је једно од највећих европских лежишта бакра. Од 1902. до закључно 1959. године, из овог рудишта откопано је око 30 милиона тона руде и добијено 1,05 милиона тона бакра. Бор је данас једини активан рудник бакра у Југославији, са годишњом производњом од око 2 милиона тона руде, односно око 30.000 тона бакра у металу. Сем бакра, из борског рудишта добија се годишње (период од 1954-1959. године) 1.100-1.300 кг.злата, што представља 75-80% укупне југословенске производње овог метала. Поред бакра и злата, борско рудиште је истовремено и најзначајнији произвођач пиритног концентрата у Југославији (у периоду од 1956-1959. године, Бор је производио 220.00-300.000 тона пиритног концентрата).

## Геологија лежишта Бор
Борска металогенетска зона, која представља само део Тимочког еруптивног комплекса, простире се од Мајданпека, на северу, па преко Бора до Мачковог камена, а и даље према југу (10.5). У оквиру борске металогенетске зоне, осим Мајданпека, по концентрацији рудних тела и и богатству минерала гвожђа, бакра и других минерала, издваја се борско рудиште, које се простире од Церова до Брестовца, у коме се налазе за сада најзначајнија и економском значају, највреднија рудна тела: Церово, Мали и Велики Кривељ, Брезаник, Боркска река, Тивал Рош, Чоко Дулкан, Тилва Мика, Ново окно, Борски поток и Брестовац. У оквиру Борског рудишта, економски је најзначајнији и бакром најбогатији његов Централни део.